# Вече (издательство)
Издательство «Вече» — российское книжное издательство.

## История
Издательство было создано в 1991 году в формате малого государственного предприятия под названием «Молэксимп», занимавшееся редакционно-издательской деятельностью. В 1992 году «Молэксимп» было преобразовано в издательство «ВЕЧЕ».
Среди крупнейших издательств России в 2012 году занимало 12 место (787 наим.), в 2013 году — 13 место (893 наимен., 3149.6 тыс. экз.), в 2015 году — 9 место (774 наим.).
По данным Федерального агентства по печати и массовым коммуникациям, по числу выпущенных названий книг издательство «Вече» находится на 11-м месте среди российских издательств по итогам 2017 года (выпущено 938 наименований книг), однако по объёмам тиражей не вошло в двадцатку лидеров.
По данным Российской книжной палаты, в 2018 году «Вече» выпустило 895 изданий общим тиражом 1 406,5 тыс. экземпляров и занимает 11 строчку в рейтинге 50 издательств, выпустивших наибольшее количество непериодических изданий, а также 40 место в рейтинге по тиражам. Главный редактор издательства отметил, что итоги 2018 года для «Вече» были в целом удовлетворительные, но не слишком позитивные: выпущено 937 наименований книг, из них новинки составили 677 названий, переиздания — 260. Общий тираж книг упал примерно на 10 %.
По словам главного редактора издательства, на 2019 год «Вече» с момента создания выпустило около 20 тыс. книг общим тиражом примерно 140 млн экземпляров.

## Деятельность
Специализируется на выпуске книг по истории.
Издательство обладает эксклюзивными правами на издание произведений Валентина Пикуля.

### Книжные серии
Издательство выпустило 457 серий книг.
На 2019 год обновляемых серий — 50.
Среди них:
- Пикуль. Собрание сочинений
- 100 великих
- Мастера Приключений
- Сибириада
- 100 великих романов
- Всемирная история в романах
- Поэтические места России
- Военные приключения
- Новая библиотека приключений и научной фантастики
- Проза русского севера
- Военно-историческая библиотека
- Военные мемуары
- Всемирная история
- Проза Великой Победы
- Военные тайны XX века
- Античный мир
- Исторический путеводитель
- Анатомия спецслужб
- Пушкинская библиотека
- Морская историческая библиотека
- Моя Сибирь
- Terra Historica
- Нордический мир

В 2015 году антикоррупционный центр «Трансперенси Интернешнл — Р» заявил о согласованных действиях участников закупки книг новгородского писателя Виктора Смирнова «Лица Новгородской истории», выпущенной издательством «Вече». По утверждению центра, Хозяйственное управление Правительства Новгородской области разместило контракт на закупку 300 экземпляров этой книги на сумму 225 тыс рублей, но на момент объявления торгов весь тираж находился на складе издательства. Этот факт заставил центр усомниться в том, что другие участники рынка могут стать поставщиками этой книги. Новгородская региональная общественная организация «Собрание коренных новгородцев» подала соответствующую жалобу в Федеральную антимонопольную службу. Однако после расследования ФАС жалоба была признана необоснованной.
Издательство «Вече» — один из участников акции «Литературный десант»: при содействии Министерства обороны РФ Российский книжный союз и Союз писателей выступили инициаторами сбора книг для воинских частей отдаленных гарнизонов, в частности на Новой Земле.
В марте 2019 года президент Украины Петр Порошенко своим указом N82/2019 ввел в действие решение о санкциях в отношении ввоза книг нескольких российских издательств. «Вече» попало в список, наряду с «Эксмо», АСТ, «ЛитРес» и др. В апреле 2019 года представители издательства участвовали в поездке в зону непризнанной Донецкой Народной Республики. Осенью 2019 года в серии «100 великих» вышел том, посвященный выдающимся людям Донбасса.

## Награды
- Благодарность Президента Российской Федерации (5 января 2025 года) — за вклад в сохранение культурного и исторического наследия Российской Федерации, активную просветительскую и издательскую деятельность[17].
- Благодарность Президента Российской Федерации (6 августа 2021 года) — за большой вклад в развитие издательского дела[18].
- Почётная грамота Правительства Российской Федерации (17 мая 2021 года) — за большой вклад в сохранение и популяризацию российского культурного и исторического наследия, патриотическую деятельность[19].
- Почётная грамота Московской городской Думы (27 октября 2021 года) — за а заслуги перед городским сообществом и в связи с юбилеем[20]